# Особняк Ага Балы Гулиева
Особняк Ага Балы Гулиева (азерб. Ağabala Quliyevin evi) — здание на улице Муртуза Мухтарова, 24 в Ясамальском районе города Баку. Распоряжением Кабинета министров Азербайджанской Республики от 2 августа 2001 года здание взято под охрану государства как архитектурный памятник истории и культуры национального значения (инв № 172). В настоящее время в здании располагается Союз архитекторов Азербайджана.

## Описание
Двухэтажный дом был построен в 1899 году архитектором Е. Скибинским по заказу Агабалы Гулиева. Здание построено в национально-романтическом стиле.
Обращённый на три улицы с симметрично осевой композицией, главный фасад подчёркнут по центру эркером и боковыми ризалитами-порталами с ребристым полукуполом конх, опирающихся на систему сталактитов и тимпанов, покрытых художественной резьбой по камню. Эти порталы отражают прямое влияние зодчества комплекса дворца Ширваншахов. Объёмная композиция здания с выпуклыми угловыми ризалитами, завершёнными сталактитовым карнизом и мерлонами, решена цельно и отличается большой пластичностью. Интерьер мраморных лестничных клеток и всех помещений представлен в богатом и интересном архитектурном преломлении.
Данный особняк лучшее здание в творчестве Скибинского и одна из великолепных построек в архитектуре Азербайджана на рубеже XIX-XX веков, и является памятником национального зодчества. Обращение к наследию прошлого при строительстве этого здания углубило национально-романтическое направление в архитектуре Азербайджана, и способствовало его развитию в начале XX века.

## Галерея
- Фасад здания

- Интерьер

- Фрески

## Внешние ссылки
- Особняк Ага Балы Гулиева на фильме с дрона.